# Cometa Hyakutake
El cometa Hyakutake, formalment C/1996 B2 va ser descobert el gener de 1996, i va passar a prop de la Terra el març del mateix any. Anomenat d'un inici Gran Cometa de 1996; la seva aproximació a la Terra va ser una de les més properes dels últims 200 anys. Hyakutake va aparèixer com un objecte molt brillant al cel nocturn i va poder ser vist des de tot el món. Va anticipar-se al cometa Hale-Bopp, molt esperat, que s'estava aproximant en aquells moments al sistema solar intern.
La seva observació va donar peu a alguns descobriments. Es va observar la primera emissió de raigs X per part d'un cometa, suposadament a causa de la interacció entre les partícules del vent solar interaccionant amb els àtoms neutres de la coma del cometa. La sonda Ulysess va creuar inesperadament la seva cua en una distància superior als 500 milions de quilòmetres, mostrant que el Hyakutake posseïa la cua més llarga coneguda fins al moment.
El Hyakutake és un cometa de període llarg. Abans de la seva última incursió en l'interior del sistema solar, el seu període orbital era d'uns 15000 anys, però la influència gravitatòria dels planetes gegants va incrementar l'esmentat valor fins a uns 72000 anys.

## Descobriment
El Hyakutake va ser descobert per l'astrònom amateur japonès Yuji Hyakutake el 30 de gener de 1996. Yuji havia estat buscant cometes durant més de sis anys, i es va desplaçar fins a Kagoshima, ja que allà disposava de cels foscos amb poca contaminació lluminosa, a prop de zones rurals. El seu equip consistia en potents binoculars de 6 polzades (15,2 cm) d'obertura, amb els quals va fer el seu descobriment.
El seu cometa s'hauria d'haver anomenat Hyakutake 2, ja que ell mateix va descobrir el C/1995 (Hyakutake 1) unes setmanes abans. Mentre feia un seguiment al seu primer descobriment (que mai no va arribar a veure's a simple vista), va descobrir un segon objecte en una zona propera, on havia estat abans el Hyakutake 1. Sense acabar de creure-s'ho, Yuji Hyakutake va avisar el matí següent a l'Observatori Astronòmic Nacional del Japó. Aquell mateix dia, en hores posteriors, el seu descobriment va ser corroborat per altres observadors.
En el moment del descobriment, la magnitud del Hyakutake era d'11,0 i la seva cabellera s'estenia 2,5 minuts d'arc. Estava a unes 2 UA del Sol. Posteriorment, una imatge presa abans del descobriment, l'1 de gener, mostrava el Hyakutake a 2,4 UA de distància i amb una magnitud de 13,3.

## Òrbita
Després de realitzar els primers càlculs amb relació a la seva òrbita, els científics es van adonar que el 25 de març, el cometa s'aproximaria a menys de 0,1 UA (uns 15 milions de quilòmetres) de la Terra. Només tres cometes durant el segle XX han passat més a prop. El cometa Hale-Bopp, del qual ja es tenia notícia per llavors i s'estava discutint si seria un "gran cometa", va ser eclipsat temporalment pel Hyakutake, del que ja se sabia amb certesa que s'aproximaria i es faria visible.
Una vegada coneguda la seva òrbita, es va saber que ja havia entrat en el sistema solar intern 17000 anys abans. Com se suposava que s'havia apropat al Sol diverses vegades, aquesta arribada no seria igual a la d'un cometa nou que arribés des del Núvol d'Oort, una zona exterior del sistema solar plena de potencials cometes. Els cometes nous que s'apropen al Sol per primera vegada poden augmentar la seva brillantor ràpidament, ja que comencen a desprendre material volàtil escalfat pel Sol. Aquest va ser el cas del cometa Kohoutek el 1973; en principi es pensava que augmentaria la seva brillantor espectacularment, però es va mostrar només moderadament brillant. Els cometes més antics mostren un patró d'augment de brillantor consistent. Així, tot indicava que el Hyakutake seria bastant brillant.
Durant la seva aproximació a la Terra, el Hyakutake es faria visible durant la nit a l'hemisferi nord, ja que la seva òrbita tallava a l'eix de rotació terrestre pel nord i, per tant, podria veure's a prop de l'estrella polar. Va ser una estranya coincidència, ja que la majoria de cometes mostren el seu màxim de brillantor en el punt de màxima aproximació al Sol i, per tant, no poden veure's durant la nit en total foscor, sinó que es veuen durant l'alba o el capvespre.

## Aproximació a la Terra

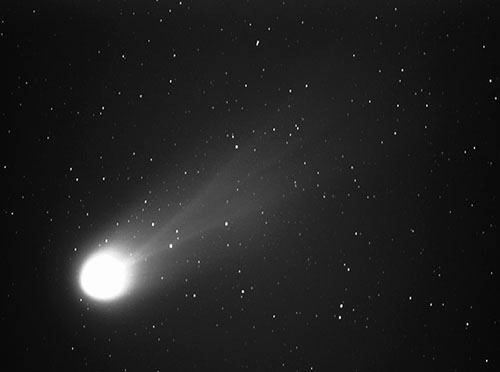
El cometa en la seva màxima aproximació, el 24 de març de 1996.

El Hyakutake va fer-se visible a simple vista a començaments de març. A mitjan març ja havia perdut gran part de la seva visibilitat, adquirint una magnitud de 4 i amb una cua de 5 graus de longitud. A mesura que va assolir la seva màxima aproximació terrestre, va anar augmentant la seva brillantor, i la longitud de la seva cua es va incrementar. El 24 de març va ser un dels objectes més brillants del cel, i la seva cua va assolir 35 graus de longitud. Mostrava un color verd blavenc.
El 25 de març el cometa va arribar al punt de màxima aproximació. Es movia tan ràpid al cel que, observant-lo davant el fons d'estrelles, es podia apreciar el seu moviment en pocs minuts; es desplaçava 30 minuts d'arc (el diàmetre de la Lluna plena) cada 30 minuts. La seva magnitud es va estimar en 0, i la seva cua ja assolia 80 graus de longitud. La seva cabellera, pròxima al zenit dels observadors situats en una latitud nord mitjana (per exemple Europa), assolia longituds d'entre 1,5 i 2 graus, unes 4 vegades el diàmetre de la Lluna plena. Fins i tot a simple vista es podia apreciar un color verdós, a causa de les emissions del carboni diatòmic C&sub2; present a la cua.
Ja que la màxima brillantor només va durar pocs dies, el seu impacte mediàtic va ser menor que el del cometa Hale-Bopp, visible l'any següent. Molts observadors europeus no van poder veure'l en el seu màxim a causa de les condicions meteorològiques.

## Pas pel periheli i etapes posteriors
Després del seu pas per la Terra, la seva magnitud va baixar a 2. Va arribar al periheli l'1 de maig, augmentant la seva brillantor i mostrant una cua de pols addicional a la ja coneguda de gas. Durant el seu pas pel periheli es va apropar tant al Sol que es va fer difícilment visible. Va ser seguit pel satèl·lit d'observació solar SOHO, que alhora va observar una ejecció de massa coronal bastant important. La distància al Sol en el periheli es va xifrar en 0,23 UA, molt per dins de l'òrbita de Mercuri.
Després del pas pel periheli, el Hyakutake va perdre brillantor ràpidament i va deixar de ser visible a simple vista a finals de maig. La seva òrbita el va fer passar pel sud terrestre tot i que va ser poc seguit. L'última observació des de la Terra data del 24 d'octubre de 1996, quan tenia una magnitud de 16,8 i la seva coma era invisible.
L'últim pas pel periheli va ser fa 17.000 anys; les interaccions gravitatòries amb els gegants gasosos durant l'aproximació de 1996 "van estirar" la seva òrbita notablement, i no s'espera que torni fins d'aquí a 72.000 anys. De tota manera, hi ha dades orbitals no molt clares que indiquen un període orbital proper a 114.000 anys.

## Resultats científics

### Pas d'Ulysses a través de la seva cua
La sonda Ulysess va passar inesperadament a través de la cua del Hyakutake l'1 de maig de 1996. L'esmentat pas no fou descobert fins a l'any 1998, quan els astrònoms que analitzaven dades antigues de la sonda van veure un brusc increment de protons detectats, a més d'un canvi en la intensitat del camp magnètic mesurat. Això explicava que Ulysses havia travessat el rastre d'algun objecte, sent un cometa el més probable; tanmateix no es va identificar immediatament de quin es tractava.
L'any 2000, dos equips independents van analitzar les mateixes dades. L'equip que analitzava les dades del magnetòmetre ca observar que els canvis en la direcció del camp magnètic esmentats anteriorment es corresponien amb l'esperat en l'interior d'una cua d'un cometa, camp generat pels ions allà presents. L'equip encarregat va buscar possibles causants, però no es va trobar cap cometa proper, però buscant en més distància es van trobar que el Hyakutake, a 500 milions de km, havia creuat el pla orbital de la sonda el 23 d'abril de 1996. El vent solar tenia una velocitat de 750 km/segon, i a l'esmentada velocitat hauria tardat 8 dies a escombrar la cua fins a situar-la on la sonda, a 3,73 UA del Sol i a 45 graus del pla de l'eclíptica. L'orientació de la cua iònica inferida a partir de les dades del camp magnètic coincidia amb les dades de la cua del Hyakutake.
L'altre equip, treballant amb les dades de l'espectròmetre iònic, va trobar un pic intens de partícules ionitzades. L'abundància relativa dels diferents elements químics mostraven que un cometa n'havia estat el causant.
D'acord amb les dades de la trobada d'Ulysses, la cua del cometa va assolir una longitud de fins a 570 milions de km. Aquesta longitud ve a ser el doble de la màxima coneguda, la del Gran Cometa de 1843, amb 2,2 UA de longitud.

### Composició
Els observadors terrestres van trobar per primera vegada metà i età en el cometa. Les anàlisis químiques van mostrar que l'abundància d'ambdós era aproximadament la mateixa. Aquest fet indicava que els gels presents en el Hyakutake es van formar en la part externa del sistema solar, ja que d'haver-se format en l'interior s'haguessin evaporat. La temperatura de formació d'aquests gels ha d'haver estat inferior a 20 K, indicant que la seva formació va tenir lloc en l'interior d'un núvol molecular més dens del normal.
A partir d'observacions espectroscòpiques es va determinar la quantitat de deuteri present. La relació hidrogen/deuteri trobada va ser de 3x10-4, que, comparada amb la terrestre, de 1,5x10-4, indica que la teoria que prediu que la major part de l'aigua terrestre va ser portada per cometes no és correcta.

### Emissió de raigs X

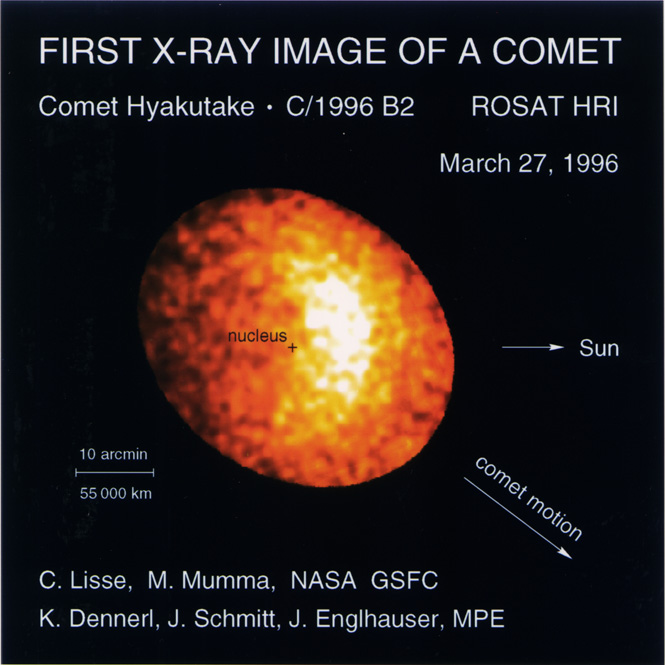
Emissió en raigs X del Hyakutake, captada pel ROSAT.

Un dels descobriments més sorprenents va ser la troballa d'emissió de raigs X, descobriment realitzat per l'observatori espacial de raigs X ROSAT. Era la primera vegada que es trobava en un cometa, però posteriorment es van adonar que tots els cometes emeten raigs X. La brillantor del cometa augmentava des de la zona no exposada al Sol cap a la zona mitjana.
Es creu que aquesta emissió es deu a una combinació de diversos mecanismes. Un d'ells és la reflexió dels raigs X solars, reflexió trobada en altres cossos com la Lluna, però la seva intensitat no era suficient per explicar l'alta intensitat emissiva. Una altra possible causa és la interacció entre les partícules del vent solar i el material cometari, en concret les col·lisions entre els ions nitrogen i oxigen procedents del Sol i l'hidrogen neutre del coma cometari.

### Mida i activitat del nucli

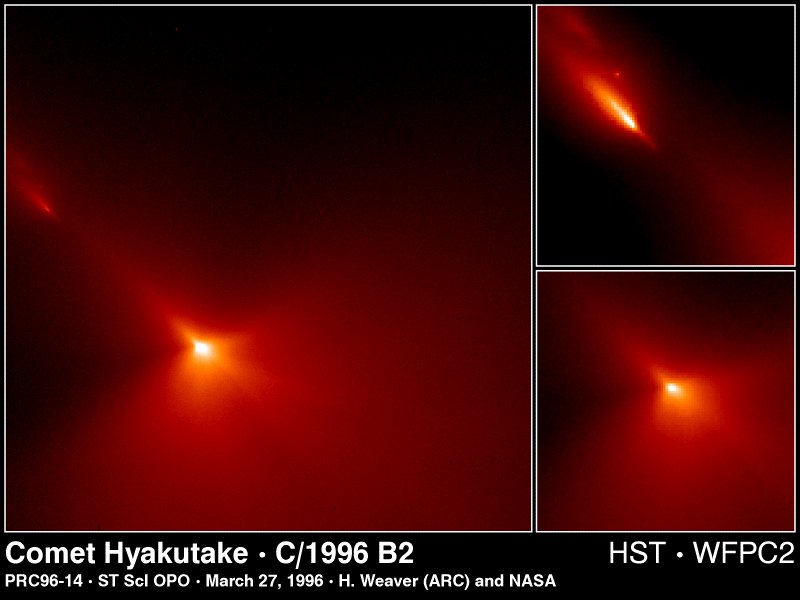
Regió al voltant del nucli cometari, vista pel Hubble. Poden veure's alguns fragments.

Els resultats de radar obtinguts al radiotelescopi d'Arecibo indicaven que el nucli tenia uns 2 km de diàmetre, i estava envoltat per una sèrie de cossos d'uns centímetres de diàmetre ejectats del nucli a una velocitat d'uns quants metres per segon.
La petita mida del Hyakutake, comparada amb el Halley (15 km de diàmetre), o el Hale-Bopp (40 km), implica que el Hyakutake va estar molt actiu per desprendre la brillantor que va mostrar. Molts cometes perden gas només per petites zones de la seva superfície, però sembla que tota la superfície del Hyakutake va estar activa. El ritme de desgasificació hauria estat d'uns 2x103 kg/segon a començaments de març, augmentant fins a 3x104 kg/segon en el periheli. Les velocitats d'ejecció de gasos van haver d'oscil·lar entre 50 i 500 m/s.
El període de rotació es va calcular a partir de les observacions del gas ejectat. Quan el cometa va passar a prop de la Terra, es va observar que una gran quantitat de material sortia en direcció al Sol cada 6,23 h, temps per tant corresponent al període de rotació. Una ejecció menor amb el mateix període va confirmar l'esmentada dada.